# Я вернусь к тебе
«Я вернусь к тебе» — название в советском прокате (в оригинале — араб. بدور‎, Boudour англ. Bedur) — египетский фильм 1974 года, лирическая комедия с участием популярной звезды египетского кино Нагли Фатхи.

## Сюжет
Сабер увидел девушку на ночных улицах Каира, она пряталась от преследователей. Её звали Будур. Со слезами на глазах она рассказала молодому человеку о своих несчастьях, о семи братьях, которых должна кормить, Сабер растрогался, посочувствовал девушке, а когда она, узнав его имя, убежала – обнаружил, что у него пропали кошелек и удостоверение личности. Так познакомились эти два обездоленных человека.
Жизнь Сабера сложилась несчастливо. Он жил один под крышей большого дома, по ночам работал - чистил канализацию, мечтал когда-нибудь работать на земле, а не под землей. С упорством он добивался этого - передавал чуть ли не каждый день в Управление канализации просьбы о повышении в должности.
Будур же с раннего возраста попала в шайку, научилась обманывать и воровать, но мечтала о другой жизни, чтобы не нужно было прятаться от полиции и терпеть побои.
Вторая встреча Сабера и Будур состоялась в полиции. У девушки нашли удостоверение молодого человека, и, чтобы оправдаться, она назвалась его двоюродной сестрой. Сабер вынужден был взять её к себе и приютил в своей комнатушке.
Соседи Сабера были людьми добрыми, Они приняли участие в судьбе Будур. И даже тогда, когда узнали о её прошлом, не отвернулись от неё, а сделали все, чтобы она начала новую жизнь.
Когда молодые люди решили пожениться, пришло известие, что Сабера повышают в должности. Радость его была неописуемой. И даже то, что Сабера призвали в армию, чтобы защищать родину от израильских агрессоров, не омрачило счастье. Сабер был уверен. что с ним ничего не случится на фронте, что он вернется к своей любимой.
И Будур дождалась своего Сабера.

## В ролях
- Нагля Фатхи — Будур
- Махмуд Ясин — Сабер
- Магди Вахба — Махмуд
- Худа Султан
- Мохаммад Реза
- Амаль Ибрагим
- Али Мустафа
- Тукхи Тауфик